# جورج بينسون
جورج بينسون (بالإنجليزية: George Benson)‏ هو ممثل بريطاني (وحمل سابقاً جنسية المملكة المتحدة لبريطانيا العظمى وأيرلندا)، ولد في 11 يناير 1911 في المملكة المتحدة، وتوفي في 17 يونيو 1983 بلندن في المملكة المتحدة.

## وصلات خارجية
- جورج بينسون على موقع IMDb (الإنجليزية)
- جورج بينسون على موقع ألو سيني (الفرنسية)
- جورج بينسون على موقع ميوزك برينز (الإنجليزية)
- جورج بينسون على موقع أول موفي (الإنجليزية)
- جورج بينسون على موقع قاعدة بيانات برودواي على الإنترنت (الإنجليزية)
- جورج بينسون على موقع قاعدة بيانات الأفلام السويدية (السويدية)
- جورج بينسون على موقع إن إن دي بي (الإنجليزية)
- جورج بينسون على موقع ديسكوغز (الإنجليزية)
- جورج بينسون على موقع قاعدة بيانات الفيلم (الإنجليزية)
- جورج بينسون على موقع كينوبويسك (الروسية)